# Falk Bálint
Falk Bálint Esztergom szabad királyi város első polgármestere volt 1808–1809-ben.

## A polgármesteri tisztség előtt
A város a 18. század során háromszor kapott kiváltságlevelet, ami Esztergomot megerősítette régi jogaiban. 1710-ben tartották első tisztújító közgyűlést. Esztergomot ekkor még egy 12 fős belső és egy 40 fős külső tanács irányította, ám ezek létszáma folyamatosan nőtt az évszázadok alatt. A város élén 1808-ig bíró állt, ekkor az Udvari Kamara rendelete engedélyezte a polgármesteri tisztség bevezetését.

## Élete
Falk születési és halálozási adatai ismeretlenek. 1775-ben már a külső tanács, vagy más néven a néptribunus szószólója volt. 1794 és 98 között kapitány volt, 1802 és 1805 között főbíró és a város országgyűlési követe, bár 1807-től az országgyűlésben Muzsik Ferenc helyettesítette. Ugyanebben az évben lett a belső tanács tagja. 1808-ban jelent meg a polgármesteri tisztség, ekkor Falk mellett, Muzsik Ferenc és Szloboda Ferenc tanácsbéliek is jelöltették magukat. A szavazatok többségét Falk szerezte meg a július 7-i választásokon, ami után harangszó mellett a belvárosi plébániatemplomba vonultak, ahol a bíró és az újonnan megválasztott polgármester letették esküjüket. Ezt a gyakorlatot 1818-ig követték, utána felsőbb parancsra a „Tanács-Házban” tették le az esküt a város új vezetői. Falk mindössze egy évig volt hivatalban, és ezalatt több vétséget követett el. Tisztázatlan körülmények között adta bérbe a városi kompot és saját házát, sorozatos problémák voltak örökösödési perekkel és azok kamataival. A városi levéltárból több irat is eltűnt, amik csak halála után kerültek elő. 1813-ban a kamarás panasza miatt „a néhai Falk Bálint úrnak a városnál lévő pénzét bírói zár alá vették”. Fia, János később szintén polgármester lett.